# Diocesi di Crateús
La diocesi di Crateús (in latino: Dioecesis Crateopolitana) è una sede della Chiesa cattolica in Brasile suffraganea dell'arcidiocesi di Fortaleza. Nel 2021 contava 387.000 battezzati su 422.900 abitanti. È retta dal vescovo Ailton Menegussi.

## Territorio

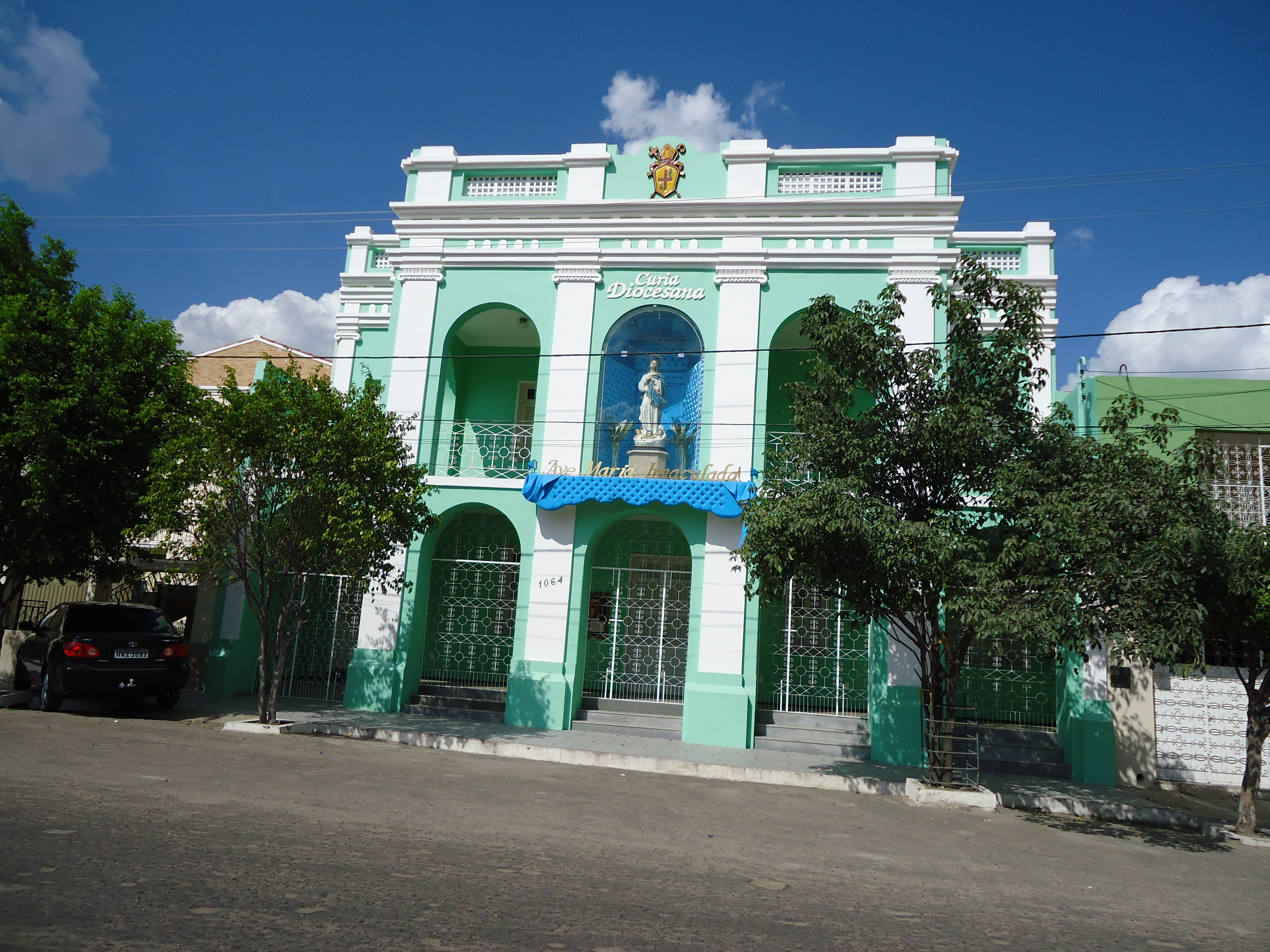
La curia diocesana di Crateús.

La diocesi comprende 13 comuni nella parte occidentale dello stato brasiliano del Ceará: Crateús, Independência, Tamboril, Monsenhor Tabosa, Novo Oriente, Ipueiras, Nova Russas, Ararendá, Ipaporanga, Poranga, Tauá, Parambu e Quiterianópolis.
Sede vescovile è la città di Crateús, dove si trova la cattedrale di Nostro Signore della Buona Morte.
Il territorio si estende su 21.817 km² ed è suddiviso in 16 parrocchie.

## Storia
La diocesi è stata eretta il 28 settembre 1963 con la bolla Pro apostolico di papa Paolo VI, ricavandone il territorio dalle diocesi di Iguatu e di Sobral.
Il lungo episcopato di Antônio Batista Fragoso, dal 1964 al 1998, è stato caratterizzato da una particolare attenzione ai temi sociali, fra i quali spicca quello della povertà, nel solco della teologia della liberazione.

## Cronotassi dei vescovi
Si omettono i periodi di sede vacante non superiori ai 2 anni o non storicamente accertati.
- Antônio Batista Fragoso † (28 aprile 1964 - 18 febbraio 1998 ritirato)
- Jacinto Furtado de Brito Sobrinho (18 febbraio 1998 - 22 febbraio 2012 nominato arcivescovo di Teresina)
- Ailton Menegussi, dal 6 novembre 2013

## Statistiche
La diocesi nel 2021 su una popolazione di 422.900 persone contava 387.000 battezzati, corrispondenti al 91,5% del totale.
| anno | popolazione | popolazione | popolazione | presbiteri | presbiteri | presbiteri | presbiteri                | diaconi | religiosi | religiosi | parrocchie |
| anno | battezzati  | totale      | %           | numero     | secolari   | regolari   | battezzati per presbitero | diaconi | uomini    | donne     | parrocchie |
| ---- | ----------- | ----------- | ----------- | ---------- | ---------- | ---------- | ------------------------- | ------- | --------- | --------- | ---------- |
| 1966 | 270.000     | 282.059     | 95,7        | 13         | 13         |            | 20.769                    |         |           | 23        | 12         |
| 1970 | 225.500     | 229.748     | 98,2        | 18         | 17         | 1          | 12.527                    |         | 1         | 18        | 12         |
| 1976 | 300.000     | 314.968     | 95,2        | 8          | 6          | 2          | 37.500                    |         | 2         | 17        | 10         |
| 1980 | 347.000     | 386.000     | 89,9        | 13         | 8          | 5          | 26.692                    |         | 5         | 12        | 10         |
| 1990 | 360.000     | 401.770     | 89,6        | 18         | 12         | 6          | 20.000                    |         | 8         | 25        | 10         |
| 1999 | 340.000     | 361.000     | 94,2        | 18         | 16         | 2          | 18.888                    |         | 2         | 26        | 10         |
| 2000 | 331.930     | 353.322     | 93,9        | 16         | 15         | 1          | 20.745                    |         | 1         | 29        | 10         |
| 2001 | 333.987     | 367.017     | 91,0        | 17         | 16         | 1          | 19.646                    |         | 1         | 35        | 10         |
| 2002 | 302.022     | 347.132     | 87,0        | 19         | 18         | 1          | 15.895                    |         | 1         | 35        | 10         |
| 2003 | 296.795     | 370.993     | 80,0        | 19         | 19         |            | 15.620                    |         |           | 33        | 10         |
| 2004 | 340.580     | 372.495     | 91,4        | 20         | 20         |            | 17.029                    |         |           | 34        | 11         |
| 2006 | 336.317     | 367.017     | 91,6        | 21         | 21         |            | 16.015                    |         |           | 33        | 11         |
| 2013 | 363.000     | 397.000     | 91,4        | 30         | 22         | 8          | 12.100                    | 4       | 9         | 31        | 13         |
| 2016 | 372.000     | 406.500     | 91,5        | 30         | 25         | 5          | 12.400                    | 3       | 6         | 26        | 14         |
| 2019 | 380.970     | 416.320     | 91,5        | 30         | 25         | 5          | 12.699                    | 4       | 5         | 26        | 14         |
| 2021 | 387.000     | 422.900     | 91,5        | 34         | 29         | 5          | 11.382                    | 4       | 6         | 22        | 16         |